# マスター・キイ
『マスター・キイ』（英語: The Master Key, 「主鍵」の意）は、1914年（大正3年）製作・公開、ユニヴァーサル・フィルム・マニュファクチャリング・カンパニー（現在のユニバーサル・ピクチャーズ）製作・配給によるアメリカ合衆国のサイレント映画、シリアル・フィルムである。日本で最初に公開された連続活劇として知られる。

## 略歴・概要
1914年（大正3年）、ユニヴァーサル・フィルム・マニュファクチャリング・カンパニーが同社の最初のシリアル・フィルムであるフランシス・フォード監督の『國寶』（別題『ルシル・ラヴ』、Lucille Love, Girl of Mystery ）に続いて製作・配給した、同社第2作のシリアル作品である。原作はジョン・フレミング・ウィルソンによる同名の新聞連載小説で、本作の毎週の公開に連動してメディアミックス的に連載され、後に単行本として出版された際には、本作のスチル写真が掲載された。本作は、同年11月16日に全米で封切られた。
監督・主演のロバート・Z・レナード、主演女優のエラ・ホールのほか、のちに映画監督となるルパート・ジュリアンや、彼ら同様、1916年（大正5年）にユニヴァーサル傘下で設立されるブルーバード映画でスター女優となるクレオ・マディソンも本作に出演している。
日本では、1915年（大正4年）9月30日、浅草公園六区・電気館を皮切りに毎週連続で公開された。配給は、同年7月に東京市京橋区南伝馬町3丁目14番地（現在の東京都中央区京橋3丁目）に設立された播磨ユニヴァーサル商会が行なった。同社は同作に引き続き、フランシス・フォード監督の新作シリアル『名金』を同年10月10日に浅草公園六区の帝国館で封切り、この2作は大ヒットとなった。ユニヴァーサルのシリアル第1作『國寶』も、この2作の公開後の翌1916年7月に公開された。
本作の原版・上映用プリント等は既に散逸しているが、米国議会図書館のフィルム・アーカイヴに第5話だけが保存されている。

## スタッフ・作品データ
- 監督・脚本 : ロバート・Z・レナード
- 原作 : ジョン・フレミング・ウィルソン （John Fleming Wilson [8]）
- 撮影 : 不明

- 上映時間（巻数） : 約300分（2巻もの全15話 各話約20分、全31巻[3]）
- フォーマット : 白黒映画 - スタンダードサイズ（1.33:1） - サイレント映画
- 日本初回興行 : 浅草・電気館[2]

## キャスト
クレジット順
- ロバート・Z・レナード - John Dore
- エラ・ホール - Ruth Gallon
- ハリー・カーター （Harry Carter） - Harry Wilkerson
- ジーン・ハサウェイ（Jean Hathaway [9]） - Jean Darnell
- アルフレッド・ヒックマン（Alfred Hickman [10]） - Charles Everett
- ウィルバー・ヒグビー （Wilbur Higby） - Tom Gallon
- チャールズ・マンレイ（Charles Manley [11]） - Tom Kane
- ジャック・ホルト （Jack Holt） - Donald Faversham
- ジム・コリー （Jim Corey） - Wah Sing
- アラン・フォレスト （Allan Forrest）
- マック・V・ライト （Mack V. Wright）
- ルパート・ジュリアン
- クレオ・マディソン
- エドワード・A・ミルズ（Edward A. Mills）
- ジェームズ・ロバート・チャンドラー（James Robert Chandler [12]）
- マーク・ロビンズ （Marc Robbins）

## 関連事項
- 1915年の日本公開映画
- en:List of film serials
- en:List of film serials by studio

## 註
1. 1 2 3 4  The Master Key, Internet Movie Database （英語）, 2010年7月11日閲覧。
2. 1 2 3 4  『日本映画発達史 I 活動写真時代』 、田中純一郎、中公文庫、1975年12月10日 ISBN 4122002850, p.254-255.
3. 1 2  『20世紀アメリカ映画事典』、編・畑暉男、カタログハウス、2002年4月、ISBN 4905943507, p.35.
4. ↑  Lucille Love: The Girl of Mystery - IMDb（英語）, 2010年7月11日閲覧。
5. ↑  『日本映画発達史 I 活動写真時代』、p.257.
6. ↑  『20世紀アメリカ映画事典』、p.47.
7. ↑  The Master Key, silentera.com （英語）, 2018年11月29日閲覧。
8. ↑  John Fleming Wilson - IMDb（英語）, 2010年7月11日閲覧。
9. ↑  Jean Hathaway - IMDb（英語）, 2010年7月11日閲覧。
10. ↑  Alfred Hickman - IMDb（英語）, 2010年7月11日閲覧。
11. ↑  Charles Manley - IMDb（英語）, 2010年7月11日閲覧。
12. ↑  James Robert Chandler - IMDb（英語）, 2010年7月11日閲覧。